# Chamaetylas
Chamaetylas är ett fågelsläkte i familjen flugsnappare inom ordningen tättingar. Släktet omfattar fyra arter som förekommer i Afrika söder om Sahara:
- Brunbröstad snårskvätta (C. poliocephala)
- Roststrupig snårskvätta (C. poliophrys)
- Thyolosnårskvätta (C. choloensis)
- Vitbröstad snårskvätta (C. fuelleborni)

Arterna placerades tidigare i Alethe, men DNA-studier visade att de inte är nära släkt och urskiljdes därför först till det egna släkte Pseudalethe. Chamaetylas visade sig dock ha prioritet, varför de flyttades igen.